# Distretto di Ėrdėnėbulgan (Arhangaj)
Il distretto di Ėrdėnėbulgan è uno dei diciannove distretti (sum) in cui è suddivisa la provincia dell'Arhangaj, in Mongolia. Conta una popolazione di 17.770 abitanti (censimento 2009). 